# Парцијална ампутација пениса
Парцијална (делимична) ампутација пениса или парцијална пенектомија врста је операције у урологији која подразумева уклањање само дела пениса (врха или главе пениса), за разлику од потпуна или радикална пенектомија у којој се уклања цео пенис.
Ова метода се сматра штедљивом  јер је након операције сачуван већи део осовине пениса, што омогућава мушкарцу да мокри док стоји, и колико толико успешно обавља сексуалне односе. У неким случајевима, уролог   пресеца лигамент који повезује пенис са костима карлице како би повећао дужину пениса. Ова метода се сметра једним од  последњих средства у лечењу злоћудних болести пениса, и примењује се онда када су све друге опције лечења биле неуспешне.

## Релевантна анатомија
Пенис је подељен на три дела. Корен лежи испод стидне кости и обезбеђује стабилност када је пенис усправан. Тело се састоји од већег дела пениса и чине га два кавернозна тела и спонгиозно тело. Уретра прелази преко спонгиозног тела да би изашла кроз меатус. Два кавернозна тела ( еректилна тела) производе ерекцију када су испуњена крвљу. Главић пениса је дистална експанзија спонгиозног тела. Опуштена кожа препуцијума обично прекрива главић необрезаног пениса.
Пенис инервишу леви и десни дорзални нерви, који су главни извор сензорних нерава. Иако се ови нерви обично налазе на позицијама од 10 и 2 сата,  у стварности њихове локације значајно варирају (о томе се мора водити рачуна током хируршких интервенције)  како би се избегла јатрогена повреда дорзалних нерава. Пенис такође инервишу  гране пудендалног нерва.
Пенис је веома васкуларизован орган који се снабдева крвљу из унутрашња пудендална артерија. Унутрашња пудендална артерија излази из унутрашње илијачне артерије (хипогастричне артерије), која се затим грана у дубоку артерију пениса, булбарну артерију и уретралну артерију. Дубока артерија пениса постаје кавернозне артерије, које снабдевају цело кавернозно тело. Уретрална артерија снабдева главић пениса и спонгиозно тело. Булбарна артерија снабдева булбарну уретру и булбоспонгиозни мишић.

## Индикације
Карцином пениса је редак малигнитет који се најчешће јавља после шесте деценије живота, није неуобичајена код млађих, а пријављена је и код деце. Чешће је у земљама у развоју. У неким афричким и јужноамеричким земљама, он чини око 10% свих малигних болести мушкараца.  Карцином сквамозних ћелија чини 95% свих карцинома пениса. Инциденца рака пениса прилагођена узрасту у Индији је приближно 0,7–3 на 100.000 особа.
Једна од најчешћих метода лечење карцином пениса је хируршка делимична пенектомија која се ради код карцинома који захвата дистални део пенис. Међутим требало би имати у виду да се парцијална пенектомија може применити само ако се тумор пениса може у целости ексцидирати са одговарајућим ивицама како би се очувало дебло пениса које омогућава мокрење и сексуалне функције.

## Опште информације
Делимична ампутација пениса је врста операције која има за циљ очување мушког полног органа. Очување сексуалне и миктурне функције зависи од хируршке дисекције и реконструкције резидуалне уретре. Адекватност функционалног очувања огледа се у:
- задовољавајућем вагиналном продирању пениса,

- смеру уринарног тока без расплињавања.

Препоручени минимални резидуални патрљак пениса за постизање овог циља је променљив. Солсона и сарадници предлажу да то буде најмање 4 cm.

## Карактеристике методе
Главне карактеристике парцијална или делимичне пенектомије су:
- Уклањање краја пениса (главића и дисталног дела тела).
- Ова операција се користи за туморе пениса који су мали и налазе се према главићу пениса.
- Након операције пениса остаје основа кроз коју пацијент мокри и ејакулира.
- Ако остане неадекватна дужина пениса цео пенис се уклања тоталном пенектомијом
- Пацијенти се након интервенције пажљиво прате због било каквих знакова рецидива.
- Ова операција се ретко користи у комбинацији са дисекцијом лимфних чворова, међутим ако постоји дубља пенетрација тумора, тумор и околно ткиво пениса се уклањају заједно са лимфним чворовима у препуцијуму, како би се спречило даље ширење (метестазирање) карцинома.
- Постоји низ различитих модификација и поступака реконструкције како би се побољшала козметика, задовољство пацијената и функционални исходи. Продужење патрљка пениса се може урадити мобилизацијом тела проксимално и сецирањем од пубичног лука и ексцизијом суспензорног лигамента пениса.[6] Вентрална фалопластика и пресађивање коже за покривање дисталних делова пениса. Тиме се  стварај неогланс који може побољшати козмезу и перцепцију пениса али и дужину пениса.[7]
- Многи од типова реконструктивних процедура парцијалне пенектомије су технички сложени и могу захтевати степеновање и специфичну хируршку обуку.

## Предности парцијалне пенектомије
Како је утврђено да величина изобличења изазвана хируршким лечењем карцинома пениса према могим истраживањима има  значајан утицај на однос сексуалних партнера,  поштедна хирургија (која штеди оболео пенис у раној фази болести) као што је делимична пенектомија  и употреба хемотерапије у метастатским болестима пениса све више добија на значају и све више се користи у последњих неколико година. На то указују подаци из САД, који наводе:
- да се код пацијената који су били у раној фази карцинома пениса, број делимичних или парцијалних пенектомија повећао са 74% у периоду од 1998. до 2000. године на 80% у  периоду од 2010. до 2012. године.
- да је код оних који су имали метастатску болест, употреба хемотерапије повећала током временског периода са 39% који су примали хемотерапију у периоду од 1998. до 2000. на 49% у 2010. до 2012. години.

Повећање величине тумора је значајно повезано са смањеном вероватноћом обављањаа делимичне пенектомије, док су пацијенти са најмањом вероватноћом да примају хемотерапију били  старији и са вишим резултатом коморбидитета.

## Сексуални живот након операције
Рак пениса након третмана има снажан утицај на квалитет живота јер су забележена повећана депресија и сексуална анксиозност па и самоубиство код постоперативних пацијената. Иако је стопа самоубистава међу најнижим од свих уролошких малигнитета, свакако, рак пениса након третмана има снажан утицај на побољшање квалитет живота. 
Иако се најосетљивији део пениса уклања парцијалном пенектомијом, мушкарац са својом партнерком може и даље  уживати у пуном сексуалном животу. Уклањање главића пениса не спречава оперисану особу да оствари ерекцију нити постигне ејакулацију, ако је минимална дужина пениса 4 cm.
Измењена величина пениса може бити емоционално узнемирујућа и депремирајућа, али не мора нужно ометати способност мушкарца да има полне односе. Пенетрација се након операције често може постићи са нешто више од три сантиметра. Ако је то неопходно може се ослобађањем суспензијског лигамента  додатно продужити дужина пениса, или се применити реконструктивна операција  самог пениса.
Подржавајућа комуникација са партнером и сексуалним терапеутом  је кључна за повратак у потпуно функционалан сексуални живот након оперисан особе након пенектомије.